# Спонтани распад
Спонтани распад или спонтана фисија је облика радиоактивног распада код тешких атома. Језгро се притом распадне на два мања, слична језгра које одлете са приличо великом кинетичном енергијом (реда 150 MeV). Притом одлети још вишак неутрона па је спонтани распад сличан Алфа-распад у. За природне елементе је вероватноћа за спонтани распад много мања него за Алфа-распад, јер је та појава значајна само за тешка језгра, којих у природи нема пуно. Штавише, спонтани распад је редовна појава у трансуранским језгрима - вероватноћа за спонтани распад је доста већа него за Алфа-распад.
Услов за спонтани распад је :
{\displaystyle {\hbox{Z}}^{2}/{\hbox{A}}\geq 17.}
где су, 
- Z - редни број
- A - масни број